# Waxiella gwaai
Waxiella gwaai är en insektsart som först beskrevs av Hodgson 1969.  Waxiella gwaai ingår i släktet Waxiella och familjen skålsköldlöss.
Artens utbredningsområde är Zimbabwe. Inga underarter finns listade i Catalogue of Life.